# Adesmia gayana
Adesmia gayana är en ärtväxtart som beskrevs av Rodolfo Amando Philippi. Adesmia gayana ingår i släktet Adesmia och familjen ärtväxter. Inga underarter finns listade i Catalogue of Life.